# Source de Gihon
Ne doit pas être confondu avec Gihon.
La source de Gihon (appelé aussi « Fontaine de la Vierge ») est le nom de la seule source d’eau dans la région de Jérusalem, située sur le mont Sion à l'est de la cité de David, qu'elle alimentait grâce au tunnel d'Ézéchias, lequel rejoignait le bassin de Silwan Siloé (près duquel a été découvert un ossuaire supposé être celui de Jacques le frère de Jésus). 
Avant le creusement du tunnel, l'eau de la source coulait parfois dans la vallée de Cédron située immédiatement à l'est de celle-ci. 
Avant le tunnel d'Ézéchias, deux autres conduites plus anciennes existaient qui permettaient d'alimenter Jérusalem en eau potable depuis la source du Gihon :
- un canal datant de l'âge du bronze ;
- le canal de Warren (en) du nom du l'ingénieur militaire britannique, le capitaine Charles Warren qui le découvrit en 1867[note 1] datant probablement de plus 4 000 ans, et non du règne du roi David comme on l'a longtemps cru, et serait même d'origine naturelle[2],[1].